# Biscayen
Cet article possède un paronyme, voir Biscaïen.

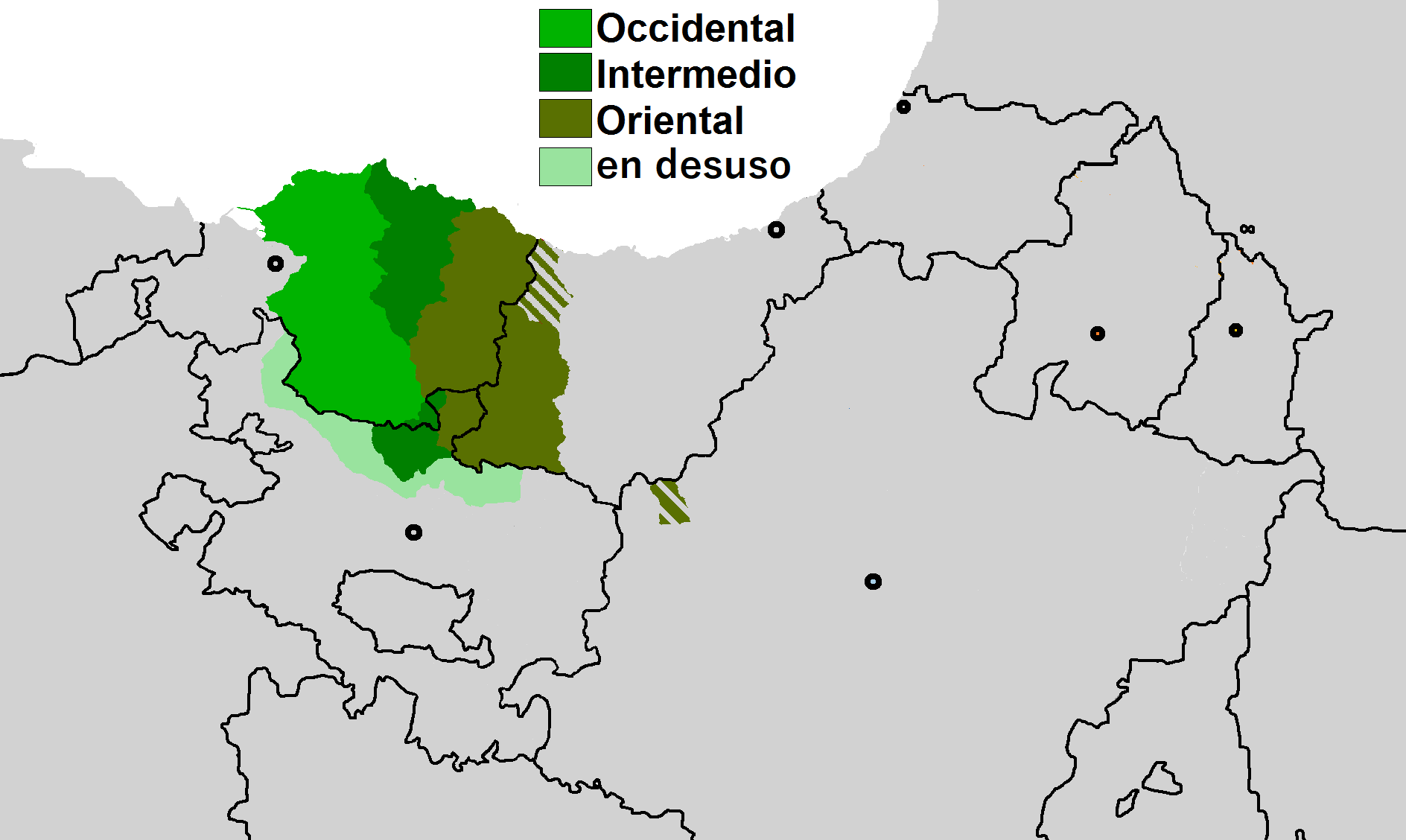
Zone d’utilisation du biscayen (période à préciser).

Le biscayen (basque : bizkaiera) est un dialecte du basque. Comme il est parlé non seulement en Biscaye, mais aussi dans certaines zones limitrophes du Guipuscoa et de l’Alava, il est aussi appelé dialecte occidental. 
C’est le dialecte le plus étendu et aussi (avec le souletin) le plus différencié de tous les autres dialectes (et, par conséquent, du basque unifié). Selon le dialectologue basque Koldo Zuazo, il dispose de deux sous-dialectes principaux : le sous-dialecte de l'ouest et celui de l'est.